# Río Manta
Der Río Manta ist ein 54 km langer rechter Nebenfluss des Río Santa in West-Peru in der Provinz Corongo in der Region Ancash. Er durchquert den Norden der Cordillera Blanca in südwestlicher Richtung.

## Flusslauf
Der Río Manta hat seinen Ursprung in dem etwa 4300 m hoch gelegenen Bergsee Lago Azul Tructo, an der Nordostflanke des Bergmassivs des 5118 m hohen Pacra. Er fließt anfangs in überwiegend südlicher Richtung entlang der Ostflanke das Bergmassivs und durchquert dabei die Bergseen Lago Angash, Lago Rima Cocha und Lago Carangay. Ab Flusskilometer 38 wendet er sich in Richtung Westsüdwest und durchschneidet den Bergkamm. Ab Flusskilometer 30 fließt der Río Manta erneut nach Süden. Bei Flusskilometer 20 trifft der Río Urcon von Osten kommend auf den Río Manta. Dieser fließt auf seiner restlichen Strecke in südwestlicher Richtung und mündet schließlich auf einer Höhe von etwa 980 m in den Río Santa.

## Hydrologie
Die monatlichen Abflüsse bei Flusskilometer 16 setzen sich aus den gemessenen Daten aus den Jahren 1968–1997 sowie berechneten Werten mit Hilfe anderer gemessener Wetter- und Abflussdaten aus der Region zusammen. Es wurde ein mittlerer Abfluss von 7,83 m³/s ermittelt. Im folgenden Schaubild sind die berechneten mittleren monatlichen Abflüsse dargestellt.

## Einzugsgebiet
Der Río Manta entwässert ein Areal von etwa 790 km². Das Gebiet liegt in der Provinz Corongo und umfasst einen Großteil deren Fläche. Es erstreckt sich zwischen dem teils vergletscherten Bergmassiv des Pacra im Norden und dem vergletscherten Gebirgsmassiv des 5735 m hohen Nevado Champará im Süden. Das Einzugsgebiet des Río Manta grenzt im Westen an das des Río Chungay, im Nordwesten und im Norden an das des Río Tablachaca, im Nordosten an das des Río Actuy, im Osten an das des Río Rupac, im Südosten an das des Río Quitaracsa sowie im Süden an das der Quebrada Coronguillo.

## Wasserkraftwerk Hidromanta I
Am Flusslauf des Río Manta wurde im Jahr 2020 das Wasserkraftwerk Hidromanta I fertiggestellt.
Bei Flusskilometer 16 befindet sich ein Wehr (⊙), an welchem auf der linken Uferseite ein Großteil des Flusswassers abgeleitet wird. Dieses passiert ein Absetzbecken und einen 1858 m langen Tunnel mit einer Durchflusskapazität von 7,5 m³/s. Schließlich erreicht das Wasser ein Wasserschloss (⊙), von welchem eine etwa 700 m lange oberirdische Druckleitung mit einem Durchmesser von 1300 mm zum Kraftwerkshaus (⊙) führt. Dieses besitzt zwei Pelton-Turbinen mit einer Gesamtleistung von 19,8 MW und ist für eine Ausbauwassermenge von 6 m³/s ausgelegt. Die Brutto-Fallhöhe beträgt 407 m. Das oberirdische Kraftwerkshaus befindet sich bei Flusskilometer 11,5 am linken Flussufer. Direkt unterhalb des Kraftwerkshauses gelangt das Wasser wieder in den Fluss.